# نادر غبیشاوی
نادر غبیشاوی (زادهٔ ۲۸ شهریور ۱۳۵۴)، دروازه‌بان سابق و مربی فوتبال اهل ایران است. او در حال حاضر مربی دروازه‌بان‌های باشگاه فوتبال ذوب‌آهن است.